# Tonopah
Tonopah is een plaats (census-designated place) in de Amerikaanse staat Nevada, en valt bestuurlijk gezien onder Nye County.

## Demografie
Bij de volkstelling in 2000 werd het aantal inwoners vastgesteld op 2627.

## Geografie
Volgens het United States Census Bureau beslaat de plaats een oppervlakte van 42,0 km², geheel bestaande uit land. Tonopah ligt op ongeveer 1843 m boven zeeniveau.

## Plaatsen in de nabije omgeving
De onderstaande figuur toont nabijgelegen plaatsen in een straal van 132 km rond Tonopah.